# 清水郵便局 (福井県)
清水郵便局（しみずゆうびんきょく）は、福井県福井市にある郵便局。

## 概要
住所：〒910-3634 福井県福井市大森町40-43

## 周辺
- 福井市清水西小学校

## アクセス
- 京福バス 「大森」下車。